# Great Manchester Run

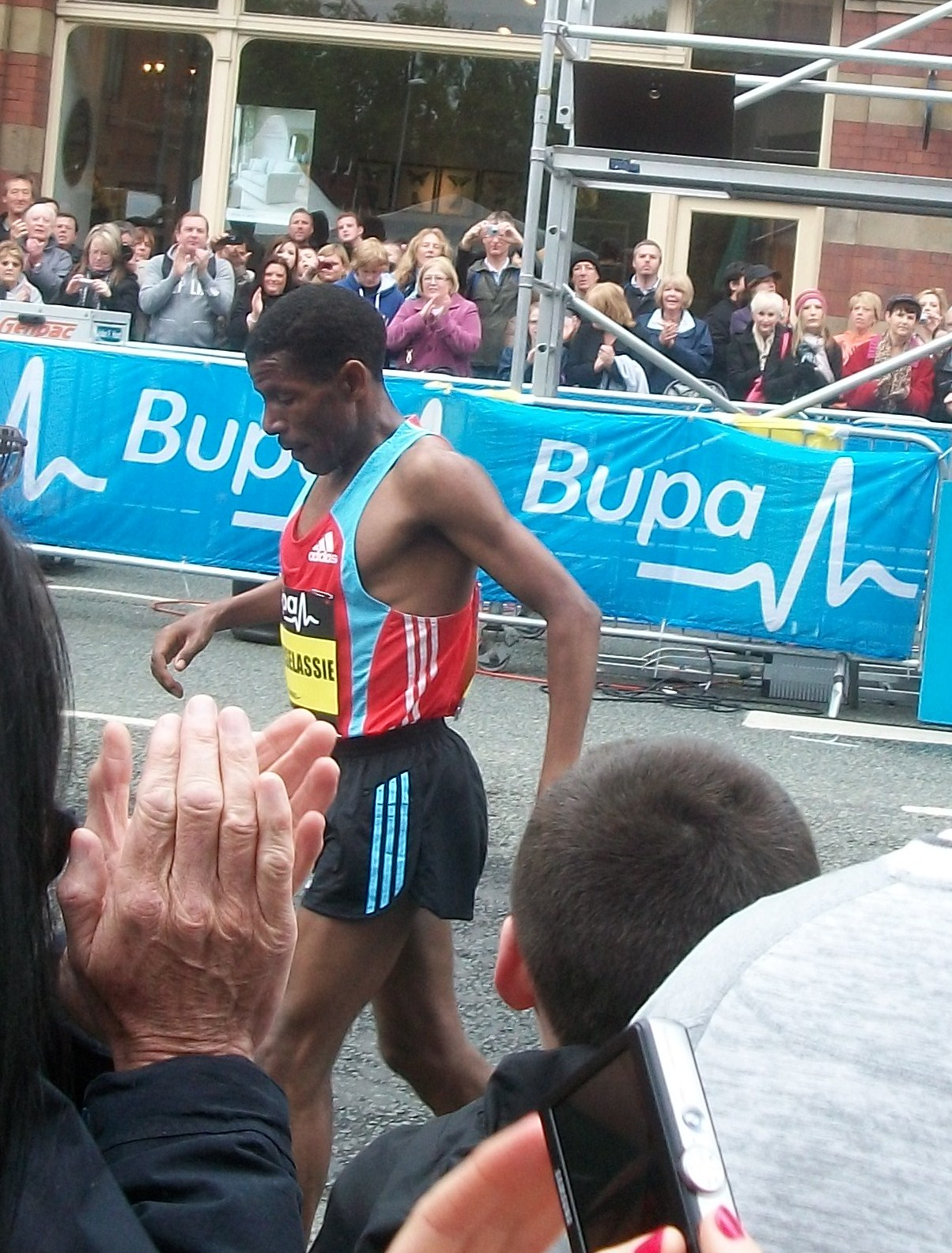
Haile Gebrselassie tijdens de editie van 2010.

Great Manchester Run is een hardloopevenement over 10 km, dat sinds 2003 jaarlijks in Greater Manchester wordt gehouden. De wedstrijd vindt plaats in de maand mei. Sinds 2015 wordt het gesponsord door Morrisons en hiervoor door Bupa. In 2009 kreeg de 10 km de status IAAF Gold Label Road Race.

## Parcoursrecords
- mannen: Micah Kogo 27.24 (2007)
- vrouwen: Tirunesh Dibaba 30.49 (2013)

## Winnaars
| Editie | Yaar | Winnaar            | Land{ | Tijd  | Winnares         | land | Tijd  |
| ------ | ---- | ------------------ | ----- | ----- | ---------------- | ---- | ----- |
| 1      | 2003 | Paul Tergat        | KEN   | 28.48 | Berhane Adere    | ETH  | 31.50 |
| 2      | 2004 | Craig Mottram      | AUS   | 27.54 | Sonia O'Sullivan | IRL  | 32.12 |
| 3      | 2005 | Haile Gebrselassie | ETH   | 27.25 | Lornah Kiplagat  | NED  | 31.28 |
| 4      | 2006 | Zersenay Tadese    | ERI   | 27.36 | Berhane Adere    | ETH  | 31.07 |
| 5      | 2007 | Micah Kogo         | KEN   | 27.24 | Jo Pavey         | GBR  | 31.41 |
| 6      | 2008 | Günther Weidlinger | AUT   | 28.10 | Jo Pavey         | GBR  | 31.58 |
| 7      | 2009 | Haile Gebrselassie | ETH   | 27.39 | Vivian Cheruiyot | KEN  | 32.01 |
| 8      | 2010 | Haile Gebrselassie | ETH   | 28.02 | Werknesh Kidane  | ETH  | 31.19 |
| 9      | 2011 | Haile Gebrselassie | ETH   | 28.10 | Helen Clitheroe  | GBR  | 31.45 |
| 10     | 2012 | Haile Gebrselassie | ETH   | 27.39 | Linet Masai      | KEN  | 31.35 |
| 11     | 2013 | Moses Kipsiro      | UGA   | 27.52 | Tirunesh Dibaba  | ETH  | 30.49 |
| 12     | 2014 | Kenenisa Bekele    | ETH   | 28.23 | Tirunesh Dibaba  | ETH  | 31.09 |
| 13     | 2015 | Stephen Sambu      | KEN   | 27.30 | Betsy Saina      | KEN  | 31.49 |
| 14     | 2016 | Kenenisa Bekele    | ETH   | 28.08 | Tirunesh Dibaba  | ETH  | 31.16 |

## Aantal finishers
| Jaar | Totaal | Vrouwen |
| ---- | ------ | ------- |
| 2011 | 27.796 | 12.180  |
| 2010 | 27.002 | 11.734  |
| 2009 | 26.982 | 11.956  |
| 2008 | 23.955 | 10.450  |
| 2007 | 20.988 | 09452   |